# ساعد ثانی
ساعد ثانی یا زتا ارابه‌ران یک ستاره است که در صورت فلکی ارابه‌ران قرار دارد.